# Yozakura-san Chi no Daisakusen
Yozakura-san Chi no Daisakusen (夜桜さんちの大作戦 lit. La gran estrategia de la Familia Yozakura?), también conocida como La misión de la Familia Yozakura o Misión: Familia Yozakura, es una serie de manga escrita e ilustrada por Hitsuji Gondaira.
La serie empezó su serialización el 26 de agosto de 2019 en la revista Shōnen Jump de Shueisha, finalizando su publicación el 20 de enero de 2025, con sus capítulos siendo recopilados en 29 volúmenes tankobon. 
Una adaptación de la serie al anime por parte de Silver Link se estrenó el 7 de abril de 2024.

## Argumento
La serie se centra en Taiyo Asano, un joven que perdió a toda su familia en un accidente de auto. Su amiga de la infancia, Mutsumi Yozakura, es la única persona que le da algún tipo de confort en la vida. Sin embargo, las cosas vuelven a cambiar en la vida de Taiyo, cuando descubre que su maestro es el hermano mayor de Mutsumi, y que ella proviene de una familia de espías. 
Después de una pelea que envolvió a toda la Familia Yozakura, Taiyo se termina convirtiendo en el esposo de Mutsumi el cual para ser capaz de protegerla de todas las amenazas que la atormentan, Taiyo deberá de convertirse en un espía.

## Personajes

### Principales
- Taiyō Asano/Taiyō Yozakura (朝野 太陽/夜桜 太陽, Asano Taiyō/Yozakura Taiyō):: Seiyū: Yuka Iwahashi (Vomic)

 Seiyū: Reiji Kawashima (Vomic)
 Seiyū: Takeo Otsuka(Anime), Griffin Burns (Inglés), Diego Becerril (español latino)
Taiyo es el protagonista principal de la historia; en un principio, es un chico con serios problemas de comunicación, llegando a ponerse muy nervioso, temblar y desmayarse cada vez que alguien intenta hablar con él, siendo Mutsumi Yozakura la única persona con la que puede hablar de manera normal. Él perdió a toda su familia en un accidente de auto, por lo que fue adoptado por los Yozakura. Luego de que decide proteger a Mutsumi, mudarse a la Mansión Yozakura y entrenar para ser un espía, Taiyō desarrolla muchas habilidades muy por encima del promedio humano, como excelentes reflejos, fuerza, velocidad, e incluso pudiendo silenciar sus propios pasos, haciendo que las personas no noten su presencia. Todo el entrenamiento y su convivencia con los Yozakura hace que poco a poco vaya superando sus propios miedos y problemas de comunicación. Taiyo es una persona muy amable que, mientras más avanza la historia, pasa a ver a los Yozakura como su propia familia.
- Mutsumi Yozakura (夜桜 六美, Yozakura Mutsumi):

 Seiyū: Yuka Iwahashi (Vomic)
 Seiyū: Kaede Hondo (Anime), Abby Trott (Inglés), Nycolle González (español latino)
Mutsumi es la Heroína de la historia y la décima cabeza de la Familia Yozakura. Mutsumi es la amiga de la infancia de Taiyo, aunque no siempre fueron tan cercanos. Ellos se acercan más cuando Taiyo la salvó en secundaria cuando estaba siendo intimidada por unas chicas por su mechón blanco. Desde entonces, ellos siempre han estado juntos, incluso más cuando la familia de Taiyo muere, donde ella le dice que nunca se alejará de él.
Debido a ser la décima cabeza de los Yozakura, es el objetivo de numerosos espías y organizaciones por el valor que ésta tiene para el bajo mundo. Se sabe que ella sufrió un terrible incidente por culpa de Kyoichiro, donde peligró su vida, y desarrolló un mechón blanco en su cabello debido al estrés que sufrió en ese entonces.
Cuando ella se casa con Taiyo, y este se vuelve su protector, ambos se van acercando poco a poco, hasta hacerse más unidos. Ella se preocupa mucho por él, ya sea por sus problemas de comunicación, por tener que vivir con los Yozakura, siendo una persona promedio que tiene que sobrevivir viviendo con ellos, o ser un espía que tiene que protegerla, ya que Mutsumi es la única miembro de los Yozakura que no es una espía.

### Familia Yozakura
- Kyoichiro Yozakura (夜桜 京一郎, Yozakura Kyōichirō):

 Seiyū: Takahiro Hikami (Vomic)
 Seiyū: Katsuyuki Konishi (Anime), Sean Chiplock (Inglés)
Kyoichiro es el primogénito en la familia Yozakura y un espía de élite. Debido a que en un incidente, Mutsumi casi pierde la vida por culpa de Kyoichiro, este se convierte en un hermano mayor obsesivo y sobreprotector con ella, llegando a adquirir trabajos falsos para estar cerca de ella, y eliminar, torturar, chatajear o amenazar a todo chico que se acerque a su amada hermana.
En un principio, él no veía a Taiyo como una amenaza, pero cuando ya se harto de él, decide eliminarlo. Cuando Taiyo se casa con Mutsumi, Kyoichiro no tiene más remedio que aceptarlo, sin embargo, este se muere de ganas por ponerle las manos encima al esposo de su hermanita, queriéndolo torturar, o directamente eliminarlo. Sin embargo, Kyoichiro es una persona confiable, y pese a naturaleza tortuosa hacía Taiyo, este lo protegerá de cualquier peligro, incluso si tiene que poner su vida en riesgo si es necesario.
- Futaba Yozakura (夜桜 二刃, Yozakura Futaba)

 Seiyū: Miki Maruyama (Vomic)
 Seiyū: Yukari Tamura (Drama de voz de 2020)
 Seiyū: Akari Kitō(Anime), Cherami Leigh (Inglés), Alessia Becerril (español latino)
Futaba es una mujer de cabello plateado, atado de dos coletas con rizos en cada una, ella la segunda mayor de los Yozakura, que pese a tener un cuerpo de niña, tiene 20 años. Futaba tiene una fuerza incomparable y es conocedora de varias artes marciales. Ella es la más madura de los Yozakura, incluso más que Kyōichirō. Increíblemente, ella le tiene miedo a los fantasmas y cosas paranormales.
- Shion Yozakura (夜桜 シオン, Yozakura Shion)

 Seiyū: Riku Hasegawa (Vomic), Aoi Yūki (Anime), Anne Yatco (Inglés), Amanda Hinojosa (español latino)
Shion es una chica de cabello lila de 18 años. Ella es muy tranquila y no suele mostrar expresión alguna en su rostro. Se la ve bastante competitiva a la hora de jugar videojuegos y se pone agresiva cuando pierde, como se vio cuando Taiyo abusó de los fallos y glitch en sus videojuegos. La especialidad de Shion es la Infiltración en sistemas ciberneticos, convirtiendo sus misiones en videojuegos mediante un programa especial.
- Nanao Yozakura (夜桜 七尾, Yozakura Nanao)

 Seiyū: Kaho Saida (Vomic), Yumi Uchiyama (Anime), Suzie Yeung (Inglés), Cecilia Guerrero (español latino)
Nanao es un chico de primer año de preparatoria, que se especializa en el análisis y uso de químicos, sustancias biológicas y Venenos. En general se lo ve como un hombre gigante con un balde en su cabeza, que tiene dibujada una cara semi-sonriente, pero en realidad es un chico bajito, y esa es su forma "Mutante". Mientras tiene que ir al instituto, tiene que tomar muchos medicamentos para evitar que su mutación se descontrole y se convierta en una masa viva de músculos.
- Shinzo Yozakura (夜桜 辛三, Yozakura Shizo)

 Seiyū: Makoto Inoti (Vomic), Kazuyuki Okitsu (Anime), Clifford Chapin (Inglés)
Es un chico de cabello verde y musculoso, que se especializa en la construcción y uso de armas de fuego. Shizo siempre se esconde en un balde de basura totalmente modificado con funciones armamentísticas y tiene una personalidad calmada, tímida, muy alterable y a veces asustada, pero cuando no tiene ninguna arma a su disposición (o simplemente, se queda sin balas), Shinzo se siente totalmente desconfiado y desprotegido, pero cuando tiene un arma cualquiera (o algo que se le parezca) puede hacer cosas increíbles para atacar.
- Kengo Yozakura (夜桜 堅固, Yozakura Kengo)

 Seiyū: Tatsuo Otani (Vomic), Yoshitsugu Matsuoka (Anime), Khoi Dao (Inglés)
Kengo es un chico con apariencia gatuna, que siempre lleva una chaqueta con capucha que cubre sus ojos, además, tiene cabello rubio. Kengo se especializa en la infiltración silenciosa mediante disfraces y actuación. Es muy travieso, juguetón, y alegre
- Goliath (ゴリアテ, Goriate).

Es el perro guardián de la familia. Es un perro Okami que a pertenecido a la familia desde hace generación. Puede alterar su altura a placer
- Ai (アイ, Ai).

 Seiyū: Misaki Kuno
Una niña bajo el cuidado de la familia Yozakura. Originalmente formaba parte de Tanpopo, en donde le mezclaron su ADN con el de un perro Okami, obteniendo de esa forma sus habilidades. Taiyo y Mutsumi la ven como a una hija.
- Ayaka Kirisaki (切崎 殺香, Kirisaki Ayaka)

 Seiyū: Mariya Ise
Compañera de clases de Taiyo y Mutsumi. Tiene una especie de admiración/obsesión/enamoramiento tanto con Taiyo como con Mutsumi. Es la ama de llaves/maid de la Familia Yozakura.

### Otros personajes
- Hide Asano (朝野 日出, Asano Hide) y Akari Asano (朝野 あかり, Asano Akari)

Los difuntos padres de Taiyo y Hikaru. Hide trabajaba en una división de ventas de una empresa farmacéutica y Akari era enfermera. Al menos 16 años antes de que comenzara la historia, Akari y Hide se hicieron amigos de Rei y Momo Yozakura. Las familias se unieron mientras ambas madres estaban embarazadas, Akari con Taiyo y Rei con Mutsumi. Su amistad también llevó a que la pareja fuera invitada a la boda de Yozakura. Doce años después (4 años antes de los eventos actuales), Hide, su esposa Akari y su hijo Hikaru mueren en un accidente cuando el auto en el que se transportaban se desvía del camino y cae por un acantilado, quedando Taiyo como único sobreviviente. Se revela después que antes del accidente, Hide y Akari habían participado en un ensayo clínico para un nuevo fármaco creado por Makoto Kawashita y tras el éxito del mismo, Makoto decidió deshacerse de ambos porque ya los necesitaban y para borrar cualquier evidencia de que estuvieran involucrados, por lo que saboteó el auto en el que se transportaban para ocasionar el accidente.
- Rinne Kitasato (北里 りんね, Kitasato Rinne )

 Seiyū: Yoshino Nanjō
Rinne es una compañera de clase de Nanao. Es la presidenta del club de Biología de la Escuela y una obsesionada con los animales, tanto que lleva consigo una serpiente alrededor de su cuello. 
- Hikaru Asano (朝野 光, Asano Hikaru)

El difunto hermano menor de Taiyo. Él murió en el accidente del auto junto con sus padres hace 4 años atrás.
- Sui Aoi (蒼 翠, Aoi Sui)

 Seiyū: Koki Uchiyama
Uno de los líderes de Hinaguki y amigo de Mutsumi. A menudo corta la ropa en pedazos mediante una maniobra especial de golpe, cuyo primer golpe siempre da en el pecho.
- Rin Fudō (不動 りん, Fudō Rin)

 Seiyū: Romi Park
Es la directora general de Hinagiku, una organización de espías de élite que trabaja para el gobierno. También fue compañera de clase de Kyoichiro en la escuela secundaria, con el cual pelea constantemente debido a su obsesión hacia Mutsumi.
- Ouga Inugami (犬神 王牙, Inugami Ōga)

 Seiyū: Daiki Hamano
Un miembro de Hinagiku y el compañero de Sui Aoi en las misiones.
- Seiji Hotokeyama (仏山 聖司, Hotokeyama Seiji)

 Seiyū: Yasuyuki Kase
Es un detective de la policía de Koizumi y excompañero de clase de Kyoichiro en la escuela secundaria que ayuda a la familia Yozakura ocultando información sobre ellos.
- Kurogao (くろがお, Kurogao)

 Seiyū: Hideyuki Hori
Era un ex espía que estaba decidido a vengarse de su hija Yuri, quien fue asesinada, por lo que asumió la identidad de Yoshimasa Kuroyuri (黒百合 義正, Kuroyuri Yoshimasa) como disfraz para atraer a políticos y matarlos. Kurogao era un espía legendario que trabajaba con políticos, eliminando a determinadas personas cuando era necesario. Tenía esposa e hija y su esposa murió varios años después de su nacimiento. Seis años antes de los eventos actuales, luego de un mes de estar fuera de casa, llegó a tiempo para celebrar el cumpleaños de su hija Yuri, cuando una bomba oculta en un regalo explotó, causando la muerte de Yuri. Sabiendo que las únicas personas que conocían su información personal serían las personas con las que trabajaba, se dio cuenta de que estaba siendo traicionado por ellos. Decidido a vengarse, creó su propio partido político y atrajo a los políticos con los que trabajaba para matarlos. Cuando Taiyo se entera de que Kurogao planeaba colocar una bomba en la Conferencia Ambiental Internacional para matar a los políticos que no se habían rendido ante él, se infiltra y logra evitar la muerte de los políticos al mover la bomba a una fuente externa al edificio. Sin embargom, Kurogao logra escapar y captura al vice primer ministro Shirosagi, a quien obliga a confesar sus crímenes para matar su imagen pública. Ante la negativa de Shirosagi, Kurogao estaba listo para matarlo hasta que llegó Taiyo y detuvo la transmisión. Durante el enfrentamiento, Kurogao le revela a Taiyo que sabe todas las armas y técnicas que usa debido a su gran cantidad de información y que además conoce la verdad destrás del accidente en el que murió su familia. Taiyo logra desarmarlo y clavarlo al suelo. Kurogao se da por vencido y por respeto está a punto de contarle todo lo que sabe sobre su familia, pero de la nada recibe un disparo en el cuello. Antes de morir, le entrega a Taiyo una nota donde marca la ubicación de la tumba de su hija en la orilla donde escondió una grabación láser de información sobre la muerte de la familia Asano.
- Yuri (ゆり, Yuri)

 Seiyū: Hina Yōmiya
La difunta hija de Kurogao. Yuri a menudo se quedaba sola en casa debido a que su madre murió cuando ella era joven y su padre Kurogao estaba constantemente trabajando. En su cumpleaños, 6 años antes de la historia actual, Kurogao llegó a su casa para sorprenderla. Ella estaba extrañada por su elección de vestimenta, pero estaba feliz de tenerlo en casa. Ella dice que recibió un regalo antes y supuso que era de él. El presente era en realidad una bomba que terminó explotando, matándola. La muerte de Yuri fue la fuerza impulsora detrás de las acciones de Kurogao al cambiar su nombre, crear su propio partido político y matar a otros políticos. Taiyo Asano visitó su tumba después de que Kurogao le diera instrucciones. Su tumba estaba en una colina junto a la costa que ella y su padre solían visitar. Un árbol encima de donde fue enterrada contenía una grabación láser que detallaba información sobre la muerte de la familia de Taiyo.
- Me-chan (めーちゃん?)

 Seiyū: Saori Ōnishi
Es una espía de Rango Plata y directora de la Biblioteca de los Muertos. Debido a su audición sensible, a Me-Chan no le gustan los ruidos fuertes y atacará a cualquiera según el volumen del ruido que haga y lo lejos que esté de ella. También se ve que Me-Chan aprecia a las personas muertas y no quiere que el ruido las moleste. Me-Chan puede extender sus afiladas uñas, que pueden atravesar espacios entre los órganos sin causar un ataque fatal.
- Makoto Kawashita (皮下 真 Kawashita Makoto?)

 Seiyū: Yūji Ueda
Es un médico y uno de los líderes de Tanpopo, una organización enemiga de los Yozakura. A pesar de lucir joven, Makoto tiene más de 100 años de edad. Aunque aparenta ser un tonto y bromista, Makoto es una persona fría que valora el objetivo final por encima de la cantidad de sacrificios necesarios para lograrlo. Durante la Segunda Guerra Mundial, el gobierno le encargó que investigara a la familia Yozakura y el poder que había en su sangre. Fue entonces cuando a Kawashita se le ocurrió el Proyecto de Siembra de Semillas, haciendo que el poder de los Yozakura fuera útil para todos. Sin embargo, cuando Japón perdió la guerra, su investigación fue detenida y encubierta por el gobierno, lo que llevó a Kawashita a tener que trabajar en las sombras. Fue el responsable del asesinato de Rei Yozakura, la madre de los hermanos Yozakura al usar su cuerpo para rejuvenecer a Tsubomi Yozakura. Así mismo, planeó la muerte de los padres de Taiyo y de otros médicos que participaron en la creación de la droga Hazakura para ocultar cualquier evidencia de la misma.

## Contenido de la Obra

### Manga
Yozakura-san Chi no Daisakusen está escrito e ilustrado por Hitsuji Gondaira. Comenzó su serialización el 26 de agosto de 2019 en la revista semanal Shōnen Jump de la editorial Shūeisha. El manga consta de 258 capítulos los cuales serán compilados en veintinueve volúmenes tankōbon. La serialización del manga finalizó el 20 de enero de 2025
Shueisha publica simultáneamente los capítulos a través de la página web Manga Plus. El manga está siendo publicado en España por Norma Editorial.

#### Lista de volúmenes
| Volumen 1 "El anillo flor de cerezo" "Sakura no Yubiwa"(桜の指輪) | ISBN                   | Publicado            |
| Volumen 1 "El anillo flor de cerezo" "Sakura no Yubiwa"(桜の指輪) | ISBN 978-4-08-882178-8 | 4 de febrero de 2020 |
| |                        |                      |
| Contiene los capítulos: - Misión 1: "El Anillo Flor de Cereza" (桜の指輪 Sakura no Yubiwa?) - Misión 2: "La vida de los Yozakura" (夜桜のいの命 Yozakura no Raifurain?) - Misión 3: "Sentimientos" (気持ち Kimochi?) - Misión 4: "Recuperando el Anillo" (指輪取戻 Yubiwa o Torimodosu?) - Misión 5: "Rehén" (人質 Hitojichi?) - Misión 6: "Sede Central de Entregas de Flower Bin" (フラワー使本社 Furawā-shi Honsha?) - Misión 7: "Ataque Sorpresa" (襲撃 Shūgeki?) |                        |                      |

| Volumen 2 "Cita" "Dēto"(デート) | ISBN                   | Publicado          |
| Volumen 2 "Cita" "Dēto"(デート) | ISBN 978-4-08-882243-3 | 3 de abril de 2020 |
| |                        |                    |
| Contiene los capítulos: - Misión 8: "Tres Minutos" (3分 3-Bu?) - Misión 9: "Investigación" (取り調べ Torishirabe?) - Misión 10: "Shinzo" (辛三 Shinzō?) - Misión 11: "Glitch" (バグ Bagu?) - Misión 12: "Somnoliento" (居眠り Inemuri?) - Misión 13: "Impostor" (偽者 Nisemono?) - Misión 14: "Cita" (デート Dēto?) - Misión 15: "Agujas de Cupido" (クピッドの針 Kupido no Hari?) - Misión 16: "El Submundo de una Juguetería" (黄泉玩具屋 Yomi Omochaya?) - Bonus Story 1: "Goliath on a Moonlit Night" - Bonus Story 2: "Temple Offering" |                        |                    |

| Volumen 3 "El Hinagiku" "Hinagiku"(ヒナギク) | ISBN                   | Publicado          |
| Volumen 3 "El Hinagiku" "Hinagiku"(ヒナギク) | ISBN 978-4-08-882334-8 | 4 de junio de 2020 |
| |                        |                    |
| Contiene los capítulos: - Misión 17: "Guerra Atlética" (体育戦争 Taiiku Sensō?) - Misión 18: "Recepción" (披露宴 Kekkon Hirōen?) - Misión 19: "Espías Gubernamentales" (公務員スパイ Kōmuin Supai?) - Misión 20: "Espiando al Espía" (スパイのスパイ Supai no Supai?) - Misión 21: "El Hinagiku" (ヒナギク Hinagiku?) - Misión 22: "El Partido Kuroyuri" (黒百合党 Kuroyuri tō?) - Misión 23: "Verdades" (真実 Shinjitsu?) - Misión 24: "El Significado de la Flor Kuroyuri (Lirio Negro)" (黒百合 の花言葉 Kuroyuri no Hanakotoba?) - Misión 25: "Información" (情報 Jōhō?) |                        |                    |

| Volumen 4 "Engaño" "Uwaki"(浮気) | ISBN                   | Publicado           |
| Volumen 4 "Engaño" "Uwaki"(浮気) | ISBN 978-4-08-882382-9 | 4 de agosto de 2020 |
| |                        |                     |
| Contiene los capítulos: - Misión 26: "El Estofado Hinagiku" (ヒナギク鍋 Hinagiku Nabe?) - Misión 27: "La Maid de La Familia Yozakura" (夜桜のメイド Yozakura no Meido?) - Misión 28: "Engaño" (浮気 Uwaki?) - Misión 29: "Historias de Fantasmas de los Yozakura" (夜桜の怪談 Yozakura no Kaidan?) - Misión 30: "Viaje de Compras" (お買い物 O Kaimono?) - Misión 31: "Escape de Prisión del Abuelo" (プリズンジジブレイク Purizun Jiji Bureiku?) - Misión 32: "La Medicina de Nanao, Parte 1" (七悪のくすり(前編) Nanao no Kusuri (Zenpen)?) - Misión 33: "La Medicina de Nanao, Parte 2" (七悪のくすり(後編) Nanao no Kusuri (Kohen)?) - Misión 34: "Licencia de Espía" (スパイ免許証 Supai Menkyoshō?) |                        |                     |

| Volumen 5 "Tanpopo" "Tanpopo"(タンポポ) | ISBN                   | Publicado              |
| Volumen 5 "Tanpopo" "Tanpopo"(タンポポ) | ISBN 978-4-08-882475-8 | 4 de noviembre de 2020 |
| |                        |                        |
| Contiene los capítulos: - Misión 35: "Biblioteca de la Muerte" (故人の図書館 Kojin no Toshokan?) - Misión 36: "Tanpopo" (タンポポ Tanpopo?) - Misión 37: "El Paseo de Goliath" (ゴリアテのさんぽ Goriate no Sanpo?) - Misión 38: "Ganadores & Perdedores" (勝ち組と負け組 Kachi-gumi to Make-gumi?) - Misión 39: "La Trampa del Acuario" (水族館の罠 Suizokukan no Wana?) - Misión 40: "Capturando a Kengo" (嫌五捕獲大作戦 Iyana Hokaku Senryaku?) - Misión 41: "La Renovación de la Licencia de Sosuke" (草助の免許更新 Sōsuke no Menkyo Kōshin?) - Misión 42: "Pescando" (魚釣り Sakanatsuri?) - Misión 43: "Preso Taiyo Asano" (囚人朝野太陽 Shūjin Asano Taiyō?) |                        |                        |

| Volumen 6 "Sangre Yozakura" "Yozakura no Chi"(夜桜の血) | ISBN                   | Publicado          |
| Volumen 6 "Sangre Yozakura" "Yozakura no Chi"(夜桜の血) | ISBN 978-4-08-882532-8 | 4 de enero de 2021 |
| |                        |                    |
| Contiene los capítulos: - Misión 44: "Objetivo: La Suite" (目指せスイートルーム Mezase Suītorūmu?) - Misión 45: "Vs. Nohmen" (VS ノウメン VS Noumen?) - Misión 46: "La Herida de Bala no Vista" (見えない銃創 Mienai Jūsō?) - Misión 47: "Sangre Yozakura" (夜桜の血 Yozakura no Chi?) - Misión 48: "Limpiando el Patio" (庭掃除 Niwa Soji?) - Misión 49: "Padre" (父 Chichi?) - Misión 50: "La Cocina de Mutsumi" (六美クッキング Mutsumi Kukkingu?) - Misión 51: "Beast Crossing" (ケダモノの森 Kedamono no Mori?) - Mission 52: "Historia de los Yozakura en las Aguas Termales, Parte 1" (夜桜温泉物語 (前編) Yozakura Onsen Monogatari (Zenpen)?) |                        |                    |

| Volumen 7 "Pendientes de Sol" "Taiyō no Piasu"(太陽のピアス) | ISBN                   | Publicado          |
| Volumen 7 "Pendientes de Sol" "Taiyō no Piasu"(太陽のピアス) | ISBN 978-4-08-882579-3 | 4 de marzo de 2021 |
| |                        |                    |
| Contiene los capítulos: - Misión 53: "Historia de los Yozakura en las Aguas Termales, Parte 2" (夜桜温泉物語 (後編) Yozakura Onsen Monogatari (Kohen)?) - Misión 54: "¡Anuncio de los Resultados del Reclutamiento Masivo de Espías Originales!" (オリジナルスパイ大募集結果発表!! Orijinaru Supai dai Boshū Kekka Happyō!!?) - Mission 55: "La Locomotora de Vapor Gerbera" (蒸気機関車「ガーベラ」 Jōki Kikan-sha `Gābera'?) - Mission 56: "Una Droga Llamada Tanpopo" (タンポポといら薬 Tanpopo to i-ra Kusuri?) - Misión 57: "Pendientes de Sol" (太陽のピアス Taiyō no Piasu?) - Misión 58: "Es lo Normal" (あたりまえ Atarimae?) - Misión 59: "Destino Final" (終点 Shūten?) - Misión 60: "Bebé Taiyo" (ベビー太陽 Bebī Taiyō?) - Misión 61: "Con el Abuelo" (おじいちゃと一緒 Ojīcha to Issho?) |                        |                    |

| Volumen 8 "Vanguardia Yozakura" "Yozakura Zensen"(夜桜前線) | ISBN                   | Publicado           |
| Volumen 8 "Vanguardia Yozakura" "Yozakura Zensen"(夜桜前線) | ISBN 978-4-08-882663-9 | 30 de abril de 2021 |
| |                        |                     |
| Contiene los capítulos: - Misión 62: "Vanguardia Yozakura" (夜桜前線 Yozakura Zensen?) - Misión 63: "El Florecimiento" (開花 Kaika?) - Misión 64: "Las Raíces de los Yozakura" (夜桜の根 Yozakura no Ne?) - Misión 65: "¡¡Un Juego de Cartas Decide el Destino de la Pareja Yozakura!!" (夜桜夫婦ババ抜き大決戦 Yozakura Fūfu Baba-nuki Daisakusen?) - Misión 66: "La Fiesta de Observación de las Flores de Cerezo" (お花身 O Hana mi?) - Misión 67: "A 5,000 Metros Encima de la Isla Calavera" (白骨島上空5000m Shirahone Tō Jōkū 5000 m?) - Misión 68: "Rompiendo las Persianas" (開閉口突破 Kaihei-guchi Toppa?) - Misión 69: "El Florecimiento del Hazakura" (葉桜の開花 Hazakura no Kaika?) - Misión 70: "Viento del Este" (東風 Kochi?) |                        |                     |

| Volumen 9 "Proyecto de Siembra" "Tanemaki keikaku"(種まき計画) | ISBN                   | Publicado          |
| Volumen 9 "Proyecto de Siembra" "Tanemaki keikaku"(種まき計画) | ISBN 978-4-08-882709-4 | 2 de julio de 2021 |
| |                        |                    |
| Contiene los capítulos: - Mission 71: "Shinzo vs. Kurosawa" (辛三 VS クロサワ Shinzou Vs Kurosawa?) - Misión 72: "Arma" (武器 Buki?) - Misión 73: "Miedo" (恐怖 Kyōfu?) - Misión 74: "Proyecto de Siembra" (種まき計画 Tanemaki Keikaku?) - Misión 75: "Shion & Kengo vs. Cha-Cha & Aonuma" (四怨 & 嫌五 VS チャチャ & アオヌマ Shion & Kengo VS Cha-Cha & Aonuma?) - Mission 76: "Deshielo" (雪解け Yukidoke?) - Mission 77: "Sociedad" (社会 Shakai?) - Mission 78: "Ai & Mizuki" (アイとミズキ Ai to Mizuki?) - Mission 79: "Makoto Kawashita" (皮下 真 Kawashita Makoto?) |                        |                    |

| Volumen 10 "Misión Cumplida" "Sakusen Shūryō"(作戦終了) | ISBN                   | Publicado            |
| Volumen 10 "Misión Cumplida" "Sakusen Shūryō"(作戦終了) | ISBN 978-4-08-882792-6 | 4 de octubre de 2021 |
| |                        |                      |
| Contiene los capítulos: - Misión 80: "Resonancia" (共鳴 Kyōmei?) - Misión 81: "Sangre Antigua" (旧い血 Furui chi?) - Misión 82: "Corazón Roto" (鼓動 Kodō?) - Misión 83: "Kawashita vs. Los Hermanos Yozakura" (皮下 VS夜桜兄妹 Kawashita VS Yozakura Kyōdai?) - Misión 84: "Misión Cumplida" (作戦終了 Sakusen Shūryō?) - Misión 85: "Tumba" (墓前 Bozen?) - Misión 86: "Ai llega a la Familia Yozakura" (アイさん夜桜家へ Ai-san Yozakura-ka e?) - Misión 87: "Operación: La Ropa Para la Cita de Shion" (四怨デートコーデ大作戦 Shion Dētokōde Daisakusen?) - Mission 88: "Florecimiento y Rumores" (開花と噂 Kaika to Uwasa?) |                        |                      |

| Volumen 11 "Examen de Promoción de Espías" "Supai Shōkyū Shiken"(スパイ昇級試験) | ISBN                   | Publicado          |
| Volumen 11 "Examen de Promoción de Espías" "Supai Shōkyū Shiken"(スパイ昇級試験) | ISBN 978-4-08-883009-4 | 4 de enero de 2022 |
| |                        |                    |
| Contiene los capítulos: - Misión 89: "Sueño" (夢 Yume?) - Misión 90: "Examen de Promoción de Espías" (スパイ昇級試験 Supai Shōkyū Shiken?) - Misión 91: "Examinador de la Primera Etapa, Shinzo Yozakura" (一次試験官夜桜辛三 Ichiji Shiken-kan Yozakura Shinzō?) - Misión 92: "Miedo" (怖さ Kowasa?) - Misión 93: "Examinadora de la Segunda Etapa, Futaba Yozakura" (二次試験官 夜桜二刃 Niiji Shiken-kan Yozakura Futaba?) - Misión 94: "La Mirada de la Hermana Mayor" (長女の眼差し Chōjo no Manazashi?) - Misión 95: "Examinador Final - Kyoichiro Yozakura" (最終試験感 夜桜凶一郎 Saishū Shiken-kan Yozakura KyōIchirō?) - Misión 96: "La Fruta del Amor" (愛の結晶 Ai no Kesshō?) - Misión 97: "Examen Completado" (試験終了 Shiken Shūryō?) |                        |                    |

| Volumen 12 "Las Nuevas Flores de Cerezo" "Atarashī Sakura"(新しい桜) | ISBN                   | Publicado          |
| Volumen 12 "Las Nuevas Flores de Cerezo" "Atarashī Sakura"(新しい桜) | ISBN 978-4-08-883038-4 | 4 de marzo de 2022 |
| |                        |                    |
| Contiene los capítulos: - Misión 98: "El Equipo de Seguridad de Shinzo" (辛三兄ちゃん見守り隊 Shinzō Nīchan Mimamoritai?) - Misión 99: "Mini Kyoichiro" (ミニ凶一郎 Mini Kyouichirou?) - Misión 100: "Padre e Hijos" (父と子と Chichi to Ko to?) Omake. Mission 100β: "Ai de la Familia Yozakura" (夜桜さんちのアイさん Yozakura-san Chi no ai-san?) - Misión 101: "Tsubomi & Momo" (つぼみと百 Tsubomi to Momo?) - Misión 102: "Las Nuevas Flores de Cerezo" (新しい桜 Atarashī Sakura?) - Misión 103: "La Clínica de la Dra. Mutsumi" (Dr. 六美診療所 Dokutā Mutsumi Shinryōsho?) - Misión 104: "La Clase de Computación de Shion " (四怨のパソコン教室 Shion no Pasokon Kyōshitsu?) - Misión 105: "La Dieta de Mutsumi" (六美ダイエット大作戦 Mutsumi Daietto Daisakusen?) |                        |                    |

| Volumen 13 "En la Vieja Residencia Yozakura" "Kyū Yozakura-tei Nite"(旧夜桜邸にて) | ISBN                   | Publicado          |
| Volumen 13 "En la Vieja Residencia Yozakura" "Kyū Yozakura-tei Nite"(旧夜桜邸にて) | ISBN 978-4-08-883143-5 | 3 de junio de 2022 |
| |                        |                    |
| Contiene los capítulos: - Misión 106: "En la Vieja Residencia Yozakura" (旧夜桜邸にて Kyū Yozakura-tei Nite?) - Misión 107: "Lady Ninomae, La Segunda Líder" (二代目当主ニノ前御前 Nidaime Tōshu Ninome Gozen?) - Misión 108: "Misión: Limpiar la Mansión!" (おそうじ大作戦 Osōji Daisakusen?) - Misión 109: "La Piel de Kengo Después de un Baño de Agua Caliente" (嫌五の湯上がり卵肌 Kengo no Yuagari Tamago Hada?) - Misión 110: "La Fábrica de Seda Yozakura " (夜桜製糸場 Yozakura Seishi-ba?) - Misión 111: "Tsubomi & Mutsumi" (つぼみ と 六美 Tsubomi to Mutsumi?) - Misión 112: "El Encargo de Ai" (アイさんのおつかい Ai-san no Otsukai?) - Misión 113: "Nanao Hazard" (ななお ハザード Nanao Hazādo?) - Misión 114: "La Pela Decisiva del Hermano Mayor" (長子決戦 Chōshi Kessen?) |                        |                    |

| Volumen 14 "La Desaparición de Kyoichiro" "Kyōichirō no Shōshitsu"(凶一郎の消失) | ISBN                   | Publicado               |
| Volumen 14 "La Desaparición de Kyoichiro" "Kyōichirō no Shōshitsu"(凶一郎の消失) | ISBN 978-4-08-883227-2 | 2 de septiembre de 2022 |
| |                        |                         |
| Contiene los capítulos: - Misión 115: "El Festival de Películas Yozakura" (夜桜映画祭 Yozakura Eiga Sai?) - Misión 116: "Shinzo el Fisiculturista" (ボディビルダー辛三 Bodibirudā Shinzō-san?) - Misión 117: "La Desaparición de Kyoichiro" (凶一郎の消失 Kyōichirō no Shōshitsu?) - Misión 118: "Vía de Escape" (退路 Tairo?) - Misión 119: "Mutsumi & Kyoichiro" (六美と凶一郎 Mutsumi to Kyōichirō?) - Misión 120: "Negación" (拒絶 Kyozetsu?) - Misión 121: "Reunión Familiar" (家族会議 Kazoku Kaigi?) - Misión 122: "Estrategia de Búsqueda del Hijo Mayor" (長男捜索大作戦 Chōnan Sōsaku dai Sakusen?) - Misión 123: "Jefe de la Asociación de Espías, Izumo Kai" (スパイ協会会長 出雲灰 Supai Kyōkai Kaichō Izumo hai?) |                        |                         |

| Volumen 15 "Kyoichiro Vs. Los Hermanos Yozakura" "KyōIchirō VS Yozakura Kyōdai"(凶一郎 VS 夜桜兄弟) | ISBN                   | Publicado              |
| Volumen 15 "Kyoichiro Vs. Los Hermanos Yozakura" "KyōIchirō VS Yozakura Kyōdai"(凶一郎 VS 夜桜兄弟) | ISBN 978-4-08-883288-3 | 4 de noviembre de 2022 |
| |                        |                        |
| Contiene los capítulos: - Misión 124: "Kyoichiro Vs. Los Hermanos Yozakura" (凶一郎 VS 夜桜兄弟 KyōIchirō VS Yozakura Kyōdai?) - Misión 125: "No te Dejare Ir" (行かせない Ikasenai?) - Misión 126: "Mi Preciada Familia" (大事な家族 Daijina Kazoku?) - Misión 127: "Idiota" (ばか Baka?) - Misión 128: "Estamos en Casa" (ただいま Tadaima?) - Misión 129: "Volvamos a Ser una Familia" (家族になるう Kazoku ni Narū?) - Misión 130: "El Día de Servicio del Hermano Mayor" (長男家族サービースデー Chōnan Kazoku Sābīsu Dē?) - Misión 131: "Reunión con Papá en el Restaurante Familiar" (ファミリーレス父子会談 Famirīresu Fushi Kaidan?) - Misión 132: "Persecución" (追跡 Tsuiseki?) |                        |                        |

| Volumen 16 "La Reunión de Espías Rango Oro" "Kin-kyū Kaigi"(金級会議) | ISBN                   | Publicado          |
| Volumen 16 "La Reunión de Espías Rango Oro" "Kin-kyū Kaigi"(金級会議) | ISBN 978-4-08-883420-7 | 4 de enero de 2023 |
| |                        |                    |
| Contiene los capítulos: - Misión 133: "Los Hermanos Yozakura Vs. ?" (夜桜姉弟 VS ？ Yozakura Kyōdai Bāsasu ?) - Misión 134: "Cero Puntos" (0点 Zero-ten?) - Misión 135: "La Reunión de Espías Rango Oro, Parte 1" (金級会議（前編) Kin-kyū Kaigi (Zenpen)?) - Misión 136: "La Reunión de Espías Rango Oro, Parte 2" (金級会議（-編) Kin-kyū Kaigi (Nipen)?) - Mission 137: "Video de Disculpas" (謝罪 動画 Shazai Dōga?) - Mission 138: "Rango Oro, Alexandro Ryu" (金級アレクサンド龍 Kin-kyū Arekusando Ryū?) - Mission 139: "Rango Oro, Shura" (金級 修羅 Kin-kyū Shura?) - Mission 140: "En la Biblioteca" (図書館にて Toshokan Nite?) - Mission 141: "Objetivos" (狙い Nerai?) |                        |                    |

| Volumen 17 "Comienza la misión para recuperar a sus hermanos" "Kyōdai Dakkan Sakusen Kaishi"(姉弟奪還作戦開始) | ISBN                   | Publicado           |
| Volumen 17 "Comienza la misión para recuperar a sus hermanos" "Kyōdai Dakkan Sakusen Kaishi"(姉弟奪還作戦開始) | ISBN 978-4-08-883448-1 | 4 de abril del 2023 |
| |                        |                     |
| Contiene los capítulos: - Misión 142: "División" (分断 Bundan?) - Misión 143: "Fideos de Soba" (そば打ち Soba-uchi?) - Misión 144: "Rango Oro Giga" (金級「 G ｣ Kin-kyū Gīga?) - Misión 145: "Rango Oro Hulang" (金級「虎狼」 Kin-kyū Hǔláng?) - Misión 146: "Combate cuerpo a cuerpo" (組手 Kumite?) - Misión 147: "Comienza la misión para recuperar a sus hermanos" (姉弟奪還作戦開始 Kyōdai Dakkan Sakusen Kaishi?) - Misión 148: "Divididos" (分断 Bundan?) - Misión 149. "Enfrentamiento entre los hermanos yozakura" (夜桜兄妹対決 Yozakura Kyōdai Taiketsu?) - Misión 150. "Contacto" (触れる Fureru?) |                        |                     |

| Volumen 18 "La Nada" "Mu"(無) | ISBN                   | Publicado          |
| Volumen 18 "La Nada" "Mu"(無) | ISBN 978-4-08-883567-9 | 4 de julio de 2023 |
| |                        |                    |
| Contiene los capítulos: - Misión 151. "Los Recuerdos de Shinzo" (辛三の記憶 Shinzo-san no Kioku?) - Misión 152. "Inteligentes" (スマート Sumāto?) - Misión 153. "Análisis" (解析 Kaiseki?) - Misión 154. "El abrazo de mamá" (母さんの腕 Kāsan no Ude?) - Misión 155. "Desastre" (異変 Ihen?) - Misión 156. "Sueño" (夢 Yume?) - Misión 157. "Te Quiero" (愛してる Aishiteru?) - Misión 158. "La Nada" (無 Mu?) - Misión 159. "Momo & Rei" (百と零 Moto to Rei?) |                        |                    |

| Volumen 19 "Asa" "Asa"(旦) | ISBN                   | Publicado               |
| Volumen 19 "Asa" "Asa"(旦) | ISBN 978-4-08-883667-6 | 4 de septiembre de 2023 |
| |                        |                         |
| Contiene los capítulos: - Misión 160. "Interrupción" (横槍 Yokoyari?) - Misión 161. "Paseo por el mar" (海上ドライブ Kaijō Doraibu?) - Misión 162. "Orientación Profesional" (進路指導 Shinro Shidō?) - Misión 163. "La Guerra del Aniversario de Boda" (結婚記念日戦争 Kekkon Kinenbi Sensō?) - Misión 164. "La Visita de Tsubomi" (つぼみ来訪 Tsubomi Raihō?) - Misión 165. "Asa" (旦 Asa?) - Misión 166. "Tsubomi & Asa" (つぼみと旦 Tsubomi to Asa?) - Misión 167. "El Álbum de los Yozakura" (夜桜アルバム Yozakura Arubamu?) - Misión 168. "El Video de Momo" (百のビデオレター Hyaku no Bideo Retā?) |                        |                         |

| Volumen 20 "La Misión de la Familia Yozakura" "Yozakura san Chi no Daisakusen"(桜さんちの大作戦) | ISBN                   | Publicado              |
| Volumen 20 "La Misión de la Familia Yozakura" "Yozakura san Chi no Daisakusen"(桜さんちの大作戦) | ISBN 978-4-08-883748-2 | 2 de noviembre de 2023 |
| |                        |                        |
| Contiene los capítulos: - Misión 169. "El Contenido de las Cartas" (手紙の中身 Tegami no Nakami?) - Misión 170. "La Misión de la Familia Yozakura" (夜桜さんちの大作戦 Yozakura san Chi no Daisakusen?) - Misión 171. "La Undécima Generación Yozakura" (夜桜さんちの11代目 Yozakura-san Chi no 11-daime?) - Misión 172. "Lo Siento" (「ごめんね Gomen ne?) - Misión 173. "Taiyo Yozakura" ( 夜桜 太陽 Yozakura Taiyo?) - Misión 174. "Teiou Gakuen" (帝桜学園 Teiō Gakuen?) - Misión 175. "Tío Kyoichiro" (凶一郎おじさん KyōIchirō Ojisan?) - Misión 176. "Tío Kyoichiro contra Papa Taiyo" (凶一郎おじさんVS太陽パパ KyōIchirō Ojisan VS Taiyō Papa?) - Misión 177. "Los Sellos de la Familia Yozakura" (夜桜さんちのスタンプカード Yozakura-san Chi no Sutanpukādo?) |                        |                        |

| Volumen 21 "Hifumi contra la tía Futaba" "Hifumi VS Futaba Oba-chan"(ひふみVS二刃おばちゃん) | ISBN                   | Publicado          |
| Volumen 21 "Hifumi contra la tía Futaba" "Hifumi VS Futaba Oba-chan"(ひふみVS二刃おばちゃん) | ISBN 978-4-08-883794-9 | 4 de enero de 2024 |
| |                        |                    |
| Contiene los capítulos: - Misión 178. "Tía Futaba" (二刃おばちゃん Futaba Oba-chan?) - Misión 179. "Hifumi contra la tía Futaba" (ひふみVS二刃おばちゃん Hifumi VS Futaba Oba-chan?) - Misión 180. "¿Amigos?" (友達? Tomodachi??) - Misión 181. "La tía Shion vs. el tío Kengo" (四怨おばちゃんVS嫌五おじちゃん Shion Oba-chan VS Kengo Ojisan?) - Misión 182. "Los hermanos del medio vs los gemelos" (年中組VS双子 Nenchū Kumi VS Futago?) - Misión 183. "Malfa" (悪ふぁ Warufa?) - Misión 184. "Operación Capturar a Alpha" (あるふぁ捕獲作戦 Arufa Hokaku Sakusen?) - Misión 185. "Operación Cuidar a Alpha" (あるふぁ 看病大作戦 Arufa Kanbyō Daisakusen?) - Misión 186. "Siete mil millas para visitar Nanao" (七悪を訪ねて三千里 Nanao o Tazunete Sanzenri?) |                        |                    |

| Volumen 22 "La mazmorra de Nanao" "Nanao Danjon"(七悪ダンジョン) | ISBN                   | Publicado          |
| Volumen 22 "La mazmorra de Nanao" "Nanao Danjon"(七悪ダンジョン) | ISBN 978-4-08-883845-8 | 4 de marzo de 2024 |
| |                        |                    |
| Contiene los capítulos: - Misión 187. "El tío Kyoichiro quiere ser amado" (凶一郎おじちゃんは愛された KyōIchirō Ojichan wa Aisaretai?) - Misión 188. "Una isla en el borde del norte" (北の果ての小島 Kita no Hate no Kojima?) - Misión 189. "La mazmorra de Nanao" (七悪ダンジョン Nanao Danjon?) - Misión 190. "El jefe intermedio, el rey Nanao" (中ボス キングななお Nakabosu Kinguna Nanao?) - Misión 191. "Pelea de gemelos" (双子げんか Futago-genka?) - Misión 192. "¡Los gemelos están enfadados!" (ふたご は おこっている!! Futago wa Okotte Iru!!?) - Misión 193. "Los gemelos se vuelven adultos" (大人な双子 Otonana Futago?) - Misión 194. "La Boda de Shinzo" (辛三の結婚式 Shinzō no Kekkonshiki?) - Misión 195. "Alexandryu vs. Los Hermanos Yozakura" (アレクサンド龍VS夜桜兄妹 Arekusandoryū VS Yozakura Kyōdai?) |                        |                    |

| Volumen 23 "Taiyo Yozakura vs. Alexandryu" "Yozakura Taiyō VS Arekusandoryū"(夜桜太陽VSアレクサンド龍) | ISBN                   | Publicado          |
| Volumen 23 "Taiyo Yozakura vs. Alexandryu" "Yozakura Taiyō VS Arekusandoryū"(夜桜太陽VSアレクサンド龍) | ISBN 978-4-08-884002-4 | 4 de abril de 2024 |
| |                        |                    |
| Contiene los capítulos: - Misión 196. "Comienza la ceremonia" (結婚式開宴 Kekkonshiki Kaien?) - Misión 197. "Reunión de planificación de batalla familiar" (親子作戦会議 Oyako Sakusen Kaigi?) - Misión 198. "Los regalos de los gemelos" (双子プレゼントタイム Futago Purezento Taimu?) - Misión 199. "Taiyo Yozakura vs. Alexandryu" (夜桜太陽VSアレクサンド龍 Yozakura Taiyō VS Arekusandoryū?) - Misión 200. "Florecimiento Completo: Primavera Floreciente" (開花春来 Kaika Haruki?) - Misión 201. "Se acabó la fiesta" (お開き Ohiraki?) - Misión 202. "Mozu, Ryu y Asa" (もずと龍と旦 Mozu to Ryū to Asa?) - Misión 203. "La fuga de Taiyo" (逃亡者太陽 Tōbōsha Taiyō?) - Misión 204. "Las muchas caras de Hifumi" (ひふみ七変化 Hifumi Shichihenge?) |                        |                    |

| Volumen 24 "Segunda Vanguardia Yozakura" "Dainiji Yozakura Sensen"(第二次夜桜戦線) | ISBN                   | Publicado          |
| Volumen 24 "Segunda Vanguardia Yozakura" "Dainiji Yozakura Sensen"(第二次夜桜戦線) | ISBN 978-4-08-884119-9 | 4 de junio de 2024 |
| |                        |                    |
| Contiene los capítulos: - Misión 205. "Una entrevista con Mutsumi" (六美の面接 Mutsumi no Mensetsu?) - Misión 206. "La misión secreta de los gemelos" (双子大作戦 Futago dai Sakusen?) - Misión 207. "Segunda Vanguardia Yozakura" (第二次夜桜戦線 Dainiji Yozakura Sensen?) - Misión 208. "Futaba espartana" (スパルタ二刃 Suparuta Futaba?) - Misión 209. "Futaba la rastreadora" (追跡者二刃 Tsuiseki-sha Futaba?) - Misión 210. "Guardiana Hifumi" (保護者ひふみ Hogosha Hifumi?) - Misión 211. "Hifumi y Nii" (ひふみと二 Hifumi to Ni?) - Misión 212. "Hija mayor vs. hija mayor" (長女vs長女 Chōjo vs Chōjo?) - Misión 213. "Kazu y Nii" (一と二 Kazu to Ni?) |                        |                    |

| Volumen 25 "Hifumi VS Kyoichiro" "Hifumi VS Kyōichirō"(ひふみVS凶一郎) | ISBN                   | Publicado           |
| Volumen 25 "Hifumi VS Kyoichiro" "Hifumi VS Kyōichirō"(ひふみVS凶一郎) | ISBN 978-4-08-884134-2 | 2 de agosto de 2024 |
| |                        |                     |
| Contiene los capítulos: - Misión 214. "El florecimiento de Hifumi" (ひふみの開花 Hifumi no Kaika?) - Misión 215. "Hifumi VS Kyoichiro" (ひふみVS凶一郎 Hifumi VS Kyōichirō?) - Misión 216. "Tío y sobrina" (おじちゃんと姪 Oji Chanto Mei?) - Misión 217. "La elección de Hifumi" (ひふみの選択 Hifumi no Sentaku?) - Misión 218. "Una historia de fantasmas en la academia" (学校の怪談 Gakkō no Kaidan?) - Misión 219. "Malpha adulto" (オトナ悪ふぁ Otona Warufa?) - Misión 220. "Shinzo vs. Alpha" (辛三VSあるふぁ Shinzo-san VS Arufa?) - Misión 221. "El florecimiento de Alpha" (あるふぁの開花 Arufa no Kaika?) - Misión 222. "Precognición" (予知 Yochi?) |                        |                     |

| Volumen 26 "Taiyo y Asa" "Taiyō to Asa"(太陽と旦) | ISBN                   | Publicado            |
| Volumen 26 "Taiyo y Asa" "Taiyō to Asa"(太陽と旦) | ISBN 978-4-08-884134-2 | 4 de octubre de 2024 |
| |                        |                      |
| Contiene los capítulos: - Misión 223. "Legión" (軍団 Gundan?) - Misión 224. "La batalla comienza" (開戦 Kaisen?) - Misión 225. "Segunda Vanguardia Yozakura: Etapa final" (第二次夜桜前線 最終章 Dai ni ji Yozakura Zensen Saishū Shūshō?) - Misión 225 β. "Álbum Yozakura" (夜桜アルバム Yozakura Arubamu?) - Misión 226. "La red de atrapamiento Yozakura" (夜桜包囲網 Yozakura Hōi-mō?) - Misión 227. "Traición" (裏切り Uragiri?) - Misión 228. "Kyoichiro y Kai" (凶一郎と灰 Kyōichirō to Hai?) - Misión 229. "Es Broma" (なんちって Nan Chitte?) - Misión 230. "Profecía" (予言 Yogen?) - Misión 231. "Taiyo y Asa" (太陽と旦 Taiyō to Asa?) |                        |                      |

| Volumen 27 "El plan de Asa" "Asa no Keikaku"(旦の計画) | ISBN                   | Publicado              |
| Volumen 27 "El plan de Asa" "Asa no Keikaku"(旦の計画) | ISBN 978-4-08-884354-4 | 4 de diciembre de 2024 |
| |                        |                        |
| Contiene los capítulos: - Misión 232. "Kengo y Hulang" (嫌五と虎狼 Kengo to Hǔláng?) - Misión 233. "Fama inútil" (唯我独尊 Yuiga Dokuson?) - Misión 234. "Cosmético" (化粧 Keshō?) - Misión 235. "La primicia de Ryu" (龍の特ダネ Ryū no Tokudane?) - Misión 236. "Regenerado" (再生 Saisei?) - Misión 237. "El plan de Asa" (旦の計画 Asa no Keikaku?) - Misión 238. "Equipo Shion" (チーム四苑 Chīmu Shion?) - Misión 239. "Finale de Shion" (全能なる四怨様 Zen'nō naru Shion-sama?) - Misión 240. "Una vez más" (もう一度 Mōichido?) |                        |                        |

| Volumen 28 "La Pareja Yozakura de Décima Generación" "10-daime Yozakura Fūfu"(10代目夜桜夫婦) | ISBN                   | Publicado            |
| Volumen 28 "La Pareja Yozakura de Décima Generación" "10-daime Yozakura Fūfu"(10代目夜桜夫婦) | ISBN 978-4-08-884432-9 | 4 de febrero de 2025 |
| |                        |                      |
| Contiene los capítulos: - Misión 241. "Mozu y Dan" (もずと旦 Mozu to Dan?) - Misión 242. "Regresión" (回帰 Kaiki?) - Misión 243. "Taiyo vs Asa" (夜桜太陽VS旦 Yozakura Taiyō VS Asa?) - Misión 244. "La pareja Yozakura de décima generación" (10代目夜桜夫婦 10-daime Yozakura Fūfu?) - Misión 245. "Conquista" (制服 Seifuku?) - Misión 246. "Comenzar la misión" (作戦実行 Sakusen Jikkō?) - Misión 247. "La infiltración de Kyoichiro" (凶一郎潜入 Kyōichirō Sen'nyū?) - Misión 248. "Niños malos" (悪い子たち Warui ko-tachi?) - Misión 249. "Pillados" (バレる Bareru?) |                        |                      |

| Volumen 29 "Los Yozakura hoy también tienen una misión" "Kyō mo Yozakura-san chi wa dai Sakusen"(今日も夜桜さんちは大作戦) | ISBN                   | Publicado          |
| Volumen 29 "Los Yozakura hoy también tienen una misión" "Kyō mo Yozakura-san chi wa dai Sakusen"(今日も夜桜さんちは大作戦) | ISBN 978-4-08-884435-0 | 4 de marzo de 2025 |
| |                        |                    |
| Contiene los capítulos: - Misión 250. "División" (分割 Bunkatsu?) - Misión 251. "Despertar" (目覚め Mezame?) - Misión 252. "Amanecer" (日の出 Hinode?) - Misión 253. "Transformación" (変化 Henka?) - Misión 254. "Conclusión" (決着 Ketchaku?) - Misión 255. "Taiyo y Kyoichiro" (太陽と凶一郎 Taiyō to Kyōichirō?) - Misión 256. "Recepción (Parte 1)" (披露宴 （前編） Hirōen (Zenpen)?) - Misión 257. "Recepción (Parte 2)" (披露宴 （後編） Hirōen (Kōhen)?) - Episodio Final. "Los Yozakura hoy también tienen una misión" (今日も夜桜さんちは大作戦 Kyō mo Yozakura-san chi wa dai Sakusen?) - Especial. "La Navidad de los Yozakura" |                        |                    |

### Anime
El 17 de diciembre de 2022, se anunció que la serie recibiría una adaptación al anime. Está animada por Silver Link, dirigida por Mirai Minato, quien también supervisa los guiones, con Mizuki Takahashi como diseñador de personajes y director jefe de animación y música compuesta por Kōji Fujimoto y Osamu Sasaki. Se estrenó el 7 de abril de 2024 en MBS y TBS. La serie tendrá una duración de dos cursos consecutivos. El tema primer de apertura es «Unmei-chan» (運命ちゃん?), interpretado por Ikimonogakari, mientras que el primer tema de cierre es «Fam!», interpretado por CHiCO. El segundo tema de apertura «Secret Operation» es interpretado por FripSide ft. Yoshino Nanjō, mientras que el segundo tema de cierre «Wedding March» es interpretado por ASOBI Doumei. La serie además de contar con una retransmisión televisiva en Japón también estará disponible en stream por Netflix, y Prime Video, en Latinoamérica por Star+ y en Estados Unidos mediante Hulu.
El 21 de agosto de 2024, la serie tuvo un doblaje en español latino, el cual fue estrenado por Disney+.
El 6 de octubre de 2024, se anunció la producción de una segunda temporada. Se estrenará en 2026.

### Novela
En octubre de 2022, como parte de la celebración por el tercer año de serialización del manga, una novela fue anunciada. Esta lleva como título Yozakura Family's Observation Diary y fue lanzada el 4 de julio de 2023; está escrita por Eido Denki y dibujada por Hitsuji Gondaira.
En febrero de 2024 se anunció una segunda novela, titulada Mission: House-Sitting, que se publicó el 4 de abril de 2024. Está escrita por Eido Denki y dibujada por Hitsuji Gondaira.
Como conmemoración por el final del manga, se anunció en enero de 2025 una tercera novela, que se lanzó el 4 de marzo de 2025 y está escrita por Eido Denki y dibujada por Hitsuji Gondaira.

#### Yozakura Family's Observation Diary
| Volumen "Yozakura Family's Observation Diary" "Yozakura-ka Kansatsu Nikki"(夜桜家観察日記) | ISBN                | Publicado          |
| Volumen "Yozakura Family's Observation Diary" "Yozakura-ka Kansatsu Nikki"(夜桜家観察日記) | ISBN 978-4087035360 | 4 de julio de 2023 |
| |                     |                    |
| Contiene los capítulos: - Student Council President Kyoichiro Yozakura - Mission: Magical Shion's Cosplay - Spy Culinary Championships - Heart Racing！★ Inside the Haunted House - Ayaka's Yozakura Family Observational Diary |                     |                    |

#### Mission: House-Sitting
| Volumen "Mission: House-Sitting" "Orusuban Daisakusen"(おるすばん大作戦) | ISBN                   | Publicado          |
| Volumen "Mission: House-Sitting" "Orusuban Daisakusen"(おるすばん大作戦) | ISBN 978-4-08-703545-2 | 4 de abril de 2024 |
| |                        |                    |
| Contiene los capítulos: - Nanao and Rinne's Cultural Festival - Detective Shion - Kengo Picks Up a Cat - Around the World! Spy Quiz Competition! - Yozakura Family Observation Diary: Mission: House-Sitting Edition |                        |                    |

#### Hifumi and Alpha's Growth Record
| Volumen "Hifumi and Alpha's Growth Record" "Hifumi to Arufa no Seichō Kiroku-hen"(ひふみとあるふぁの成長記録編) | ISBN                   | Publicado          |
| Volumen "Hifumi and Alpha's Growth Record" "Hifumi to Arufa no Seichō Kiroku-hen"(ひふみとあるふぁの成長記録編) | ISBN 978-4-08-703556-8 | 4 de marzo de 2025 |
| |                        |                    |

## Recepción
En octubre de 2021, el manga tenía 1 millón de copias en circulación. En septiembre de 2022, el manga contaba con más de 1,4 millones de copias en circulación. En noviembre de 2022, se informo que el manga había superado las 1,5 millones de copias en circulación.En diciembre de 2024, el manga alcanzó las 3 millones de copias en circulación  En enero de 2025, junto con el término del manga, se informó de que había superado las 3,3 millones de copias en circulación.